# Procampylaspis acanthomma
Procampylaspis acanthomma är en kräftdjursart som beskrevs av Jones 1984. Procampylaspis acanthomma ingår i släktet Procampylaspis och familjen Nannastacidae. Inga underarter finns listade i Catalogue of Life.